# NGC 4065
NGC 4065 (NGC 4057) je eliptična galaktika u zviježđu Berenikinoj kosi. Naknadno je utvrđeno da je NGC 4057 ista galaktika.

## Vanjske poveznice
- (eng.) SEDS: NGC 4065
- (eng.) Revidirani Novi opći katalog
- (eng.) Izvangalaktička baza podataka NASA-e i IPAC-a
- (eng.) Astronomska baza podataka SIMBAD
- (eng.) VizieR